# Конрад фон Глюк
Граф Конрад фон Глюк (нім. Konrad von Glück) — був незаможним рудокопом у Шнеєберзі, мав прізвисько Бідняк. Здобув статки на срібних рудниках у Фюрсті (Вогези) й отримав від Максиміліана I, імператора Священної Римської імперії (1459—1519 рр.) графський титул.
Згадується Георгіусом Агріколою в його відомому творі «De Re Metallica»: 
| «Конрад був, коли працював на гірничих промислах Шнеєберґа, людиною вкрай нужденною; з цієї причини він носив навіть прізвисько Конрада Бідняка. Однак не пройшло й декількох років, як він розбагатів на рудниках Фюрсту, міста в Лотарингії та отримав нове прізвисько Конрада Щасливого».. |